# Caio Cláudio Glabro
Caio Cláudio Glabro (em latim: Gaius Claudius Glaber) foi um comandante do exército da Roma Antiga, ostentando os postos de general (também chamado de legado) e pretor em 73 a.C. Ele foi derrotado durante a batalha no Monte Vesúvio contra as forças do gladiador rebelde Espártaco (do latim Spartacus) na célebre revolta dos escravos, também conhecida como Terceira Guerra Servil, que chegou a contar com um exército com mais de 100 mil ex-escravos contra as forças romanas.
Glabro foi um membro de família plebeia. Provavelmente ele teve uma distante conexão com o gens Cláudia - uma rica e proeminente casa de Roma.
Glabro, que foi um dos oito eleitos para o cargo de pretor em 73 a.C., é apenas citado pelas clássicas histórias acerca de sua desastrosa liderança contra Espártaco. Glabro foi derrotado principalmente porque não possuía aptidão para enfrentar os gladiadores rebeldes em suas táticas de guerra não ortodoxas, como a queda da Arena de Cápua, com suas forças do exército romano, que eram apenas soldados rasos e não legionários profissionais, o que teria sido mais adequado para a tarefa de capturar Espártaco e suas forças rebeldes.
Depois de Glabro ter sitiado os escravos nas encostas do Monte Vesúvio, ele falhou em tentar antecipar o próximo passo dos rivais, deduzia que os rebeldes desceriam a montanha pelo mesmo lugar por onde subiram, já que era a única passagem, mas usando de mais uma de suas táticas não ortodoxas, as forças de Espártaco usaram cordas feitas com videiras selvagens para descer as paredes dos clifes no outro lado da montanha. Eles então encurralaram os pelotões de Glabro, aniquilando suas forças. Tática até hoje admirada pelos estrategistas de guerra.
Registros romanos não fazem nenhuma menção a Glabro após sua derrota. Não se tem conhecimento se Caio Cláudio Glabro foi morto ou se simplesmente foi considerado obscuro demais para futuras menções de historiadores clássicos.